# Daniele Minelli
Daniele Minelli (Varese, 9 luglio 1982) è un ex arbitro di calcio italiano.

## Carriera
Diventato arbitro nel 1998, ha esordito il 17 marzo in una gara tra Arcisatese Audax e Ceresium, valida per una competizione a carattere locale. Dopo la trafila nelle serie minori, nel 2005 approda alla CAI (Commissione Arbitri Interregionale) come miglior arbitro C.R.A. Lombardia e d'Italia vincendo il premio "Lealtà nello sport" ENEL-LND.
In quell'anno, il 17 febbraio 2005 dirige la finale di Coppa Italia Eccellenza in campo neutro a Palazzolo sull'Oglio tra Colognese e Nuova Verolese (4-3 d.t.s.). Il 22 gennaio 2006 esordisce in Serie D nella gara tra Itala San Marco e Trento terminata per 2-1.
Dopo un anno di CAI viene promosso in CAN D (Commissione Arbitri Nazionale di Serie D) dove rimane per 4 anni. Nell'estate 2010 viene promosso nell'organico arbitrale della CAN PRO (Commissione Arbitri Nazionale di Lega Pro) dall'allora designatore Stefano Farina come miglior arbitro della CAN D.
L'esordio in Lega Pro avviene il 15 agosto 2010 nella gara di Coppa Italia tra Pergocrema-Tritium ed in campionato, in Seconda Divisione il 5 settembre 2010 nella gara Canavese-Sacilese (3-0) e successivamente, sempre nello stesso anno, il 12 dicembre 2010 in Prima Divisione nella gara FC Südtirol-Alto Adige-Paganese (2-1).
Anche in Lega Pro riceve numerosi riconoscimenti tra i quali il premio “Roberto Prati” nella stagione 2010-2011 dopo aver diretto il 5 giugno 2011 la finale di ritorno scudetto del Campionato nazionale Dante Berretti tra Brescia e Napoli (1-2), e al termine della stagione 2011-2012, dopo aver diretto il 27 maggio la finale di ritorno play-out di Prima Divisione tra Triestina e Latina (2-2) con la conseguente retrocessione della Triestina, riceve l'importante Premio Sportilia riservato al miglior giovane arbitro distintosi in Lega Pro.
Al termine del suo terzo anno in Lega Pro dirige tra le tante importanti partite il 1º marzo 2013 la finale 1º - 2º posto della NextGen Series, ed ora rinominata come UEFA Youth League, tra Aston Villa e Chelsea (2-0) giocata allo stadio Giuseppe Sinigaglia di Como e il 16 giugno 2013 la finale di ritorno dei play-off di Prima Divisione tra Latina e Pisa (3-1) terminata ai supplementari con la conseguente promozione in Serie B del Latina. Dopo aver diretto 37 gare in Prima Divisione e 15 in Seconda Divisione viene promosso dal designatore Stefano Farina in CAN B.
Esordisce in Serie B il 29 dicembre 2013 nella partita Brescia-Trapani (3-3). L'8 febbraio 2014 debutta in Serie A come arbitro addizionale nella partita tra Udinese e Chievo (3-0). Sempre al suo primo anno di Serie B, dopo 7 gare arbitrate, il 19 aprile 2014 esordisce in Serie A nella gara Atalanta-Verona terminata 1-2.
Il 1º luglio 2024 viene dismesso dalla CAN per motivate valutazione tecniche. Conclude la carriera sul campo avendo diretto 4 gare in Serie A e 147 in Serie B. Il 3 agosto seguente viene inserito nella lista dei Video Match Official a disposizione per le gare di Serie A e Serie B, con la funzionalizzazione di VAR.